# Daitari
Daitari é uma vila no distrito de Kendujhar, no estado indiano de Orissa.

## Geografia
Daitari está localizada a 21° 06′ N, 85° 45′ L. Tem uma altitude média de 229 metros (751 pés).

## Demografia
Segundo o censo de 2001, Daitari tinha uma população de 4239 habitantes. Os indivíduos do sexo masculino constituem 54% da população e os do sexo feminino 46%. Daitari tem uma taxa de literacia de 69%, superior à média nacional de 59.5%: a literacia no sexo masculino é de 78% e no sexo feminino é de 60%. Em Daitari, 11% da população está abaixo dos 6 anos de idade.